# Landtagswahlkreis Bonn I
Der Landtagswahlkreis Bonn I ist ein Landtagswahlkreis in Nordrhein-Westfalen. Er umfasst Teile der Bundesstadt Bonn, wobei sich die Abgrenzung oft verändert hat. Momentan trägt er die Nummer 30.

## 2022
Zur Landtagswahl am 15. Mai 2022 wurde die Nummer des Wahlkreises von 29 in 30 geändert und vom Kommunalwahlbezirk 14 Endenich II die Stimmbezirke 143 und 145 in den Wahlkreis Bonn II umgesetzt. Damit setzt sich der Wahlkreis wie folgt zusammen:
- Vom Stadtbezirk Bonn die Kommunalwahlbezirke:
  - 01 Bonn-Innenstadt
  - 02 Bonn-Castell/Rheindorf-Süd
  - 03 Innere Nordstadt
  - 04 Baumschulviertel/Südstadt
  - 05 Neu-Tannenbusch/Buschdorf
  - 06 Auerberg/Graurheindorf
  - 07 Tannenbusch
  - 08 Dransdorf/Lessenich/Meßdorf
  - 13 Äußere Nordstadt
  - von 14 Endenich II die Stimmbezirke 141, 142 und 144
- Stadtbezirk Beuel (Kommunalwahlbezirke 31 bis 37)

113.340 Bürger waren wahlberechtigt. Von 68.325 abgegebenen Zweitstimmen waren 67.978 gültig, dabei entfielen 19.465 auf die CDU, 20.358 entfielen auf die Grünen, 14.149 erhielt die Landesliste der SPD, 4.583 die der FDP, 2.259 auf Die Linke, 2.342 auf die AfD und 3.551 auf weitere Parteien.
Guido Déus konnte den Wahlkreis zum zweiten Mal direkt gewinnen, Tim Achtermeyer zog über die Landesliste seiner Partei in den Landtag ein. Für Franziska Müller-Rech reichte es hingegen zunächst nicht zum Wiedereinzug. Sie rückte jedoch im Januar 2023 in den Landtag nach.
| Direktkandidat        | Partei   | Erststimmen in % | Zweitstimmen in % |
| --------------------- | -------- | ---------------- | ----------------- |
| Guido Déus            | CDU      | 30,3             | 28,6              |
| Tim Achtermeyer       | Grüne    | 29,3             | 29,9              |
| Magdalena Möhlenkamp  | SPD      | 24,1             | 20,8              |
| Franziska Müller-Rech | FDP      | 5,2              | 6,7               |
| Hans Neuhoff          | AfD      | 3,4              | 3,4               |
| Hanno von Raußendorf  | Linke    | 2,9              | 3,3               |
| -                     | Sonstige | 7,5              | 10,4              |

## 2017
Bei der Landtagswahl am 14. Mai 2017 waren 115.720 Bürger wahlberechtigt. Von 77.325 abgegebenen Zweitstimmen waren 76.693 gültig, dabei entfielen 22.199 auf die CDU, 20.257 erhielt die Landesliste der SPD, 11.209 die der FDP, 9.287 entfielen auf die Grünen, 5.787 auf Die Linke, 4.324 auf die AfD und 3.630 auf weitere Parteien.
| Direktkandidat        | Partei   | Erststimmen in % | Zweitstimmen in % |
| --------------------- | -------- | ---------------- | ----------------- |
| Peter Kox             | SPD      | 34,5             | 26,4              |
| Guido Déus            | CDU      | 35,9             | 28,9              |
| Dorothea Schmitz      | Grüne    | 9,5              | 12,1              |
| Franziska Müller-Rech | FDP      | 9,8              | 14,6              |
| Mehdi Ibrahimi-Zadeh  | Piraten  | 1,2              | 1,0               |
| Michael Aggelidis     | Linke    | 6,6              | 7,5               |
| kein Direktkandidat   | AfD      |                  | 5,6               |
| -                     | Sonstige | 2,4              | 3,8               |

Neben Guido Déus zog auch die Freidemokratin Franziska Müller-Rech, die wie fünf Jahre zuvor im Wahlkreis Bonn I antrat, in den Landtag ein. Sie wurde über die Landesliste ihrer Partei gewählt.

## 2012
Bei der Landtagswahl am 13. Mai 2012 waren 114.709 Bürger wahlberechtigt. Von 78.181 abgegebenen Zweitstimmen waren 72.317 gültig, dabei entfielen 22.705 auf die SPD, 15.219 erhielt die Landesliste der CDU, 14.394 die der Grünen, 8.676 entfielen auf die FDP, 5.789 die Piraten, 2.307 Die Linke und 3.277 auf weitere Parteien.
| Direktkandidat        | Partei   | Erststimmen in % | Zweitstimmen in % |
| --------------------- | -------- | ---------------- | ----------------- |
| Bernhard von Grünberg | SPD      | 45,76            | 31,40             |
| Norbert Röttgen       | CDU      | 28,25            | 21,04             |
| Angelica Kappel       | Grüne    | 10,71            | 19,90             |
| Franziska Müller-Rech | FDP      | 5,54             | 12,00             |
| Michael Aggelidis     | LINKE    | 2,51             | 3,19              |
| Bernhard Smolarz      | Piraten  | 6,49             | 8,01              |
| -                     | Sonstige | 0,74             | 4,46              |

Neben Bernhard "Felix" von Grünberg zog auch der nordrhein-westfälische CDU-Vorsitzende Norbert Röttgen, der in Königswinter wohnt, im Wahlkreis 29 in Bonn antrat und als CDU-Spitzenkandidat auf Platz 1 der Landesliste seiner Partei stand, in den Landtag ein. Dieser hatte jedoch im Nachgang auf sein Landtagsmandat verzichtet.*

## 2010
Zur Landtagswahl 2010 umfasste der Wahlkreis folgendes Gebiet von Bonn:
Vom Stadtbezirk Bonn die Kommunalwahlbezirke
- 01 (Bonn-Innenstadt)
- 02 (Bonn-Castell/Rheindorf-Süd)
- 03 (Innere Nordstadt)
- 04 (Baumschulviertel/Südstadt)
- 05 (Neu-Tannenbusch/Buschdorf)
- 06 (Auerberg/Graurheindorf)
- 07 (Tannenbusch)
- 08 (Dransdorf/Lessenich/Meßdorf)
- 13 (Äußere Nordstadt)
- 14 (Endenich II)

sowie den kompletten Stadtbezirk Beuel
Zur Landtagswahl am 9. Mai 2010 waren 110.722 Bürger wahlberechtigt, die Wahlbeteiligung lag bei 62,5 %
| Direktkandidat        | Partei   | Erststimmen in % | Zweitstimmen in % |
| --------------------- | -------- | ---------------- | ----------------- |
| Bernhard von Grünberg | SPD      | 39,8             | 28,2              |
| Christiane Overmans   | CDU      | 33,4             | 30,2              |
| Eike Block            | Grüne    | 12,5             | 20,2              |
| Gudrun Juhr           | FDP      | 5,2              | 8,4               |
| Michael Aggelidis     | LINKE    | 4,0              | 5,6               |
| Christian Horchert    | Piraten  | 2,6              | 2,7               |
| Nico Ernst            | Pro NRW  | 1,7              | 1,6               |
| Thomas Bongartz       | BIG      | 0,8              | 0,9               |
| Eugenia Fix           | BüSo     | 0,2              | 0,1               |
| -                     | Sonstige | -                | 2,0               |

Neben Bernhard "Felix" von Grünberg zog auch Michael Aggelidis über die Landesliste in den Landtag ein. Eike Block würde im Falle eines Austritts in den Landtag nachrücken (Listenplatz 24).

## 2005
Zur Landtagswahl 2005 umfasste der Wahlkreis den kompletten Stadtbezirk Bonn bis auf die Kommunalwahlbezirke
- 16 (Venusberg/Ippendorf) und
- 17 (Röttgen/Ückesdorf)

sowie vom Stadtbezirk Beuel die Kommunalwahlbezirke
- 31 (Beuel-Zentrum)
- 32 (Schwarzrheindorf/Vilich-Rheindorf/Combahnviertel) und
- 37 (Vilich/Geislar/Vilich-Müldorf)

Wahlberechtigt waren 100.381 Einwohner.
| Direktkandidat          | Partei | Stimmen in % |
| ----------------------- | ------ | ------------ |
| Helmut Stahl            | CDU    | 38,2         |
| Bernhard von Grünberg   | SPD    | 35,4         |
| Thomas Reinhard Schmidt | Grüne  | 13,6         |
| Peter Hahn              | FDP    | 8,0          |
| Michael Aggelidis       | WASG   | 2,0          |
| Katina Schubert         | PDS    | 1,0          |
| Adolf Greven            | REP    | 0,7          |
| Bernhard Kalitta        | Graue  | 0,7          |
| Günter Röhser           | ÖDP    | 0,4          |

Helmut Stahl wurde somit direkt gewählt, Bernhard von Grünberg verlor sein Mandat im Landtag.

## 2000
Bei der Landtagswahl 2000 existierte kein Wahlkreis namens Bonn I. Den Norden deckte der Wahlkreis Bonn II ab, den Süden der Wahlkreis Bonn III, Teile von Beuel gehörten zum Wahlkreis Rhein-Sieg-Kreis II – Bonn I.

## Wahlkreissieger
| Jahr | Wahlkreisname    | Gebiet                                                                                 | Direktmandat               | Partei |
| ---- | ---------------- | -------------------------------------------------------------------------------------- | -------------------------- | ------ |
| 1947 | 21 Bonn-Stadt    | Bonn                                                                                   | Heinrich Konen             | CDU    |
| 1949 | 21 Bonn-Stadt    | Bonn                                                                                   | Peter Maria Busen          | CDU    |
| 1950 | 21 Bonn-Stadt    | Bonn                                                                                   | Peter Maria Busen          | CDU    |
| 1954 | 21 Bonn-Stadt    | Bonn                                                                                   | Peter Maria Busen          | CDU    |
| 1958 | 21 Bonn-Stadt    | Bonn                                                                                   | Peter Maria Busen          | CDU    |
| 1962 | 21 Bonn-Stadt    | Bonn                                                                                   | Peter Maria Busen          | CDU    |
| 1966 | 23 Bonn-Stadt    | Bonn                                                                                   | Peter Maria Busen          | CDU    |
| 1970 | 23 Bonn-Stadt    | Bonn                                                                                   | Hans Daniels               | CDU    |
| 1975 | 22 Bonn-Stadt II | Stadtbezirk Bonn ohne Röttgen und Ückesdorf                                            | Hans Daniels               | CDU    |
| 1980 | 31 Bonn I        | Stadtbezirk Bonn ohne Röttgen und Ückesdorf                                            | Hans Daniels               | CDU    |
| 1985 | 31 Bonn I        | Stadtbezirk Bonn                                                                       | Heinz-Helmich van Schewick | CDU    |
| 1990 | 31 Bonn II       | Stadtbezirk Bonn                                                                       | Heinz-Helmich van Schewick | CDU    |
| 1995 | 31 Bonn I        | Stadtbezirk Bonn, vom Stadtbezirk Bad Godesberg die Stadtteile Friesdorf und Hochkreuz | Heinz-Helmich van Schewick | CDU    |
| 2000 | 33 Bonn II       | Stadtbezirk Bonn (nördlicher Teil), Stadtbezirk Beuel (nördlicher Teil)                | Bernhard von Grünberg      | SPD    |
| 2005 | 29 Bonn I        | Stadtbezirk Bonn ohne Röttgen und Ückesdorf, Stadtbezirk Beuel (nördlicher Teil)       | Helmut Stahl               | CDU    |
| 2010 | 29 Bonn I        | Stadtbezirk Bonn (nördlicher Teil), Stadtbezirk Beuel                                  | Bernhard von Grünberg      | SPD    |
| 2012 | 29 Bonn I        | Stadtbezirk Bonn (nördlicher Teil), Stadtbezirk Beuel                                  | Bernhard von Grünberg      | SPD    |
| 2017 | 29 Bonn I        | Stadtbezirk Bonn (nördlicher Teil), Stadtbezirk Beuel                                  | Guido Déus                 | CDU    |
| 2022 | 30 Bonn I        | Stadtbezirk Bonn (nördlicher Teil), Stadtbezirk Beuel                                  | Guido Déus                 | CDU    |